# Limans
Limans è un comune francese di 340 abitanti situato nel dipartimento delle Alpi dell'Alta Provenza della regione della Provenza-Alpi-Costa Azzurra. A Limans è presente una radio libera nata nel 1981 che si chiama "Radio Zinzine" . È una radio totalmente autogestita, autofinanziata, non commerciale fondata dalle cooperative Longo Maï, che sono una rete di cooperative agricole con un'ideologia anticapitalista fondate nel 1973.

## Società

### Evoluzione demografica
Abitanti censiti